# Eberardo da Baviera
Eberardo da Baviera (nascido por volta de 905/910 -  940(?)) é o filho mais velho, do duque Arnulfo I da Baviera e sua esposa Judite de Frioul. Ele sucedeu seu pai em 937 como duque da Baviera, mas em 938 o rei Otão I da Germânia o removeu.

## Biografia

### Origem
Eberardo é o filho do duque Arnulfo, Duque da Baviera com sua esposa Judite de Sulichgau chamado Frioul, filha do conde Evrard de Sulichgau, sendo este último o filho de Unroch III de Frioul.

### Eberardo, duque da Baviera
Em 934 os adversários do rei Hugo de Arles apelaram para Arnulfo da Baviera e Eberardo realizarem campanha na Lombardia , onde a nobreza local ofereceu-lhe a coroa real por causa de sua ascendência materna, que liga a dinastia dos Unrochides. Os Bávaros são derrotados perto de Verona, e e desistem dessa tentativa sem precedentes de estabelecer um reino ítalo-bávaro muito prejudicial para a unidade do reino da Germânia. Em 935 seu pai Arnulfo, com o consentimento da nobreza na baveira, que lhe homenageia, o designa como seu sucessor. Foi neste momento que ele se casou com uma certa Liutgarda.

### Relações com o rei Otão I
Após a morte de Arnulfo em 937, Otão aproveitou a oportunidade para afirmar o direito real de investidura e convoca os três filhos do falecido por que ele deseja apropriar do ducado. Eberardo responde proclamando-se duque da Baviera pelo direito hereditário. O conflito com o rei Otão I é inevitável. Depois de duas campanhas na primavera e no outono de 938, Otão remove Eberardo de sua posição de duque e este é banido. O rei aproveitando-se de sua vitória, elimina os outros concorrentes e proclama duque
Bertoldo, irmão do duque Arnulfo, que deve renunciar importante privilégios de nobreza, que tinha sido mantido por Henrique I  da Germânia; como o direito de nomeação dos bispos. O irmão de Eberardo; Arnulfo II da Baviera, filho e homônimo do ex-duque, foi perdoado por Otão, e nomeado conde palatino, cujas funções incluem a administração das propriedades do rei e direitos reais sobre a Baviera,  terminando as prerrogativas ducais. Ignora-se o destino posterior do conde Eberardo, o lugar de seu banimento e a data de sua morte.